# 亞基莫維奇
50°37′5″N 33°33′27″E / 50.61806°N 33.55750°E
亞基莫維奇（烏克蘭語：Якимовичі）是位於烏克蘭東北部的村莊，由蘇梅州羅姆內區的安德里亞希夫卡市鎮負責管轄。該村處於博布里克河畔，距離盧卡舍韋1公里，海拔高度166米，2001年人口19。